# Sao Lão Nhân
Sao Lão Nhân hay Sao Thọ, tên tiếng Anh là Canopus, là ngôi sao sáng nhất trong chòm sao Thuyền Để ở Thiên cầu Nam. Nó là ngôi sao sáng thứ hai trên bầu trời đêm của Trái đất, chỉ mờ hơn Sao Thiên Lang. Định danh Bayer của ngôi sao là α Carinae, viết đầy đủ theo tiếng Latinh là  Alpha Carinae, viết tắt là α Car. Sao Lão Nhân có cấp sao biểu kiến là -0,72, và cấp sao tuyệt đối là -5,65.
Sao Lão Nhân cách Mặt trời khoảng 310 năm ánh sáng. Nó là một ngôi sao khổng lồ thuộc nhóm A9 trong hệ thống phân loại sao, vì thế nó có màu trắng khi được quan sát bằng mắt thường. So với Mặt trời thì Sao Lão Nhân sáng gấp 10.000 lần, nặng gấp 8 lần và có kích thước lớn gấp 71 lần. Nhiệt độ hiệu dụng ở vùng quang quyển của ngôi sao khoảng 7.500 độ K. Trong quá trình tiến hóa sao thì Sao Lão Nhân đã đi qua giai đoạn khổng lồ đỏ và đang ở giai đoạn blue loop, đây là thời kỳ mà nó sẽ tiêu thụ helium ở trong lõi. Sao Lão Nhân là một nguồn tia X, có khả năng được phát ra từ vành nhật hoa của nó.
Do có độ sáng nổi bật nên Sao Lão Nhân được nhắc tới rất nhiều trong các câu chuyện truyền thuyết của các nền văn minh cổ đại. Tên tiếng Latinh và tên tiếng Anh của nó (Carinae/Canopus) được đặt theo tên Canopus, là người lái tàu của Menelaus, vua của Sparta trong thần thoại Hy lạp. Ở Ai Cập khi Sao Lão Nhân mọc cùng Mặt trời là thời điểm họ tổ chức lễ hội Ptolemaia. Ở Ấn Độ cổ đại, ngôi sao được đặt tên là Agastya, một vị thần trong kinh Vệ đà.
Các nhà thiên văn học cổ đại ở Trung Quốc gọi ngôi sao là Lão Nhân Tinh (老人星) hoặc  "Nam cực lão nhân", nghĩa là "ông lão ở phương Nam", thuộc chòm sao Tỉnh trong Nhị thập bát tú. Cái tên Sao Lão Nhân hay Sao Ông Thọ trong tiếng Việt bắt nguồn từ nghĩa này.

## Tên gọi
Cái tên Canopus là phiên âm Latinh từ tên gọi bằng tiếng Hy Lạp cổ đại Κάνωβος/Kanôbos, được ghi lại trong cuốn sách Almagest của Claudius Ptolemy (khoảng năm 150 sau Công nguyên). Eratosthenes cũng gọi ngôi sao bằng cái tên đó. Hipparchus thì ghi tên của ngôi sao là Κάνωπος. John Flamsteed thường gọi nó là Canobus giống như cách gọi của Edmond Halley.  Theo Richard Hinckley Allen giải thích trong cuốn sách Star Names: Their Lore and Meaning thì cái tên Canopus của ngôi sao có hai nguồn gốc:
- Theo văn hóa Hi Lạp: Thời cổ đại thì ba chòm sao Thuyền để, Thuyền Vĩ và Thuyền Phàm cùng thuộc chòm sao Argo Navis. Argo Navis cũng là tên của con tàu mà Jason sử dụng trong Cuộc chiến thành Troy. Vì thế ngôi sao sáng nhất trong chòm sao Argo Navis được đặt theo của người lái tàu của con thuyền Argo Navis này, chính là Canopus. Trong một dị bản khác khác thì Canopus là người lái tàu cho Menelaus trong hành trình tìm kiếm Helen sau khi cô bị Paris bắt đi.[16]
- Theo văn hóa Ai Cập: Thời cổ đại ở Ai Cập có một bến cảng có tên Canopus nằm gần cửa sông Nile, đây là nơi sau này sẽ diễn ra trận chiến sông Nile (năm 1798). Người ta suy đoán rằng tên của bến cảng này bắt nguồn từ từ Kahi Nub (nghĩa là Đất vàng/golden earth) trong tiếng Ai Cập cổ đại, ám chỉ khi Sao Lão Nhân xuất hiện ở gần đường chân trời thì bầu trời ở vị trí đó thường có màu vàng hoặc đỏ.[17]

Năm 2016, Liên đoàn Thiên văn quốc tế (IAU) đã thành lập Nhóm công tác về Tên gọi của các ngôi sao (WGSN) để lập danh mục và chuẩn hóa tên riêng cho các ngôi sao. Danh mục đầu tiên của WGSN được phát hành vào tháng 7 năm 2016 ghi tên ngôi sao này là Canopus. 

Vị trí Sao Lão Nhân (Canopus) trong chòm sao Thuyền Để

Sao Lão Nhân vì thế thường được minh họa là người lái con tàu Argo Navis. Năm 1603, nhà thiên văn học người Đức Johann Bayer đặt tên ký hiệu cho ngôi sao này là α Argus (Alpha Argus), có ý nghĩa nó là ngôi sao Alpha của chòm sao Argo Navis. Đến năm 1763, nhà thiên văn học người Pháp Nicolas Louis de Lacaille đã chia chòm sao Argo Navis thành ba chòm sao nhỏ hơn. Từ lúc này thì Sao Lão Nhân thuộc về chòm sao Thuyền để, có ký hiệu là α Carinae (Alpha Carinae). Tên ký hiệu của ngôi sao trong danh mục Bright Star Catalogue là HR 2326, danh mục Henry Draper là HD 45348 và danh mục Hipparcos là HIP 30438. Flamsteed thì không đánh số cho ngôi sao phương nam này, nhưng Benjamin Apthorp Gould đã cho nó mang số 7 (7 G. Carinae) trong cuốn Uranometria Argentina.
Trong tiếng Anh ngôi sao thỉnh thoảng được gọi là Soheil (theo giống đực) và Soheila (theo giống cái); tương tự tiếng Thổ Nhĩ Kỳ là Süheyl và Süheyla. Những tên gọi này bắt nguồn từ tên tiếng Ả Rập để gọi những ngôi sao sáng  سهيل suhayl, thời Trung cổ thì Sao Lão Nhân được gọi là Suhel /ˈsuːhɛl/. Những cách cách viết khác bao gồm Suhail, Souhail, Suhilon, Suheyl, Sohayl, Suhayil, Shoel, Sohil, Soheil, Sahil, Suhayeel, Sohayil, Sihel và Sihil. Một số tính từ thường được dùng để miêu tả ngôi sao là Wazn (nghĩa là nặng nề/weight) hoặc Haḍar (nghĩa là mặt đất/ground), có thể do ở các khu vực bán cầu bắc ngôi sao có vị trí rất thấp so với đường chân trời. Do đó, tên của nó trong danh sách Alfonsine là Suhel plumosus, là từ Latin hóa của từ Al Suhayl al Wazn. Cái tên theo tiếng Hy Lạp (Canopus) được phổ biến trong thời kỳ Phục hưng.

## Quan sát

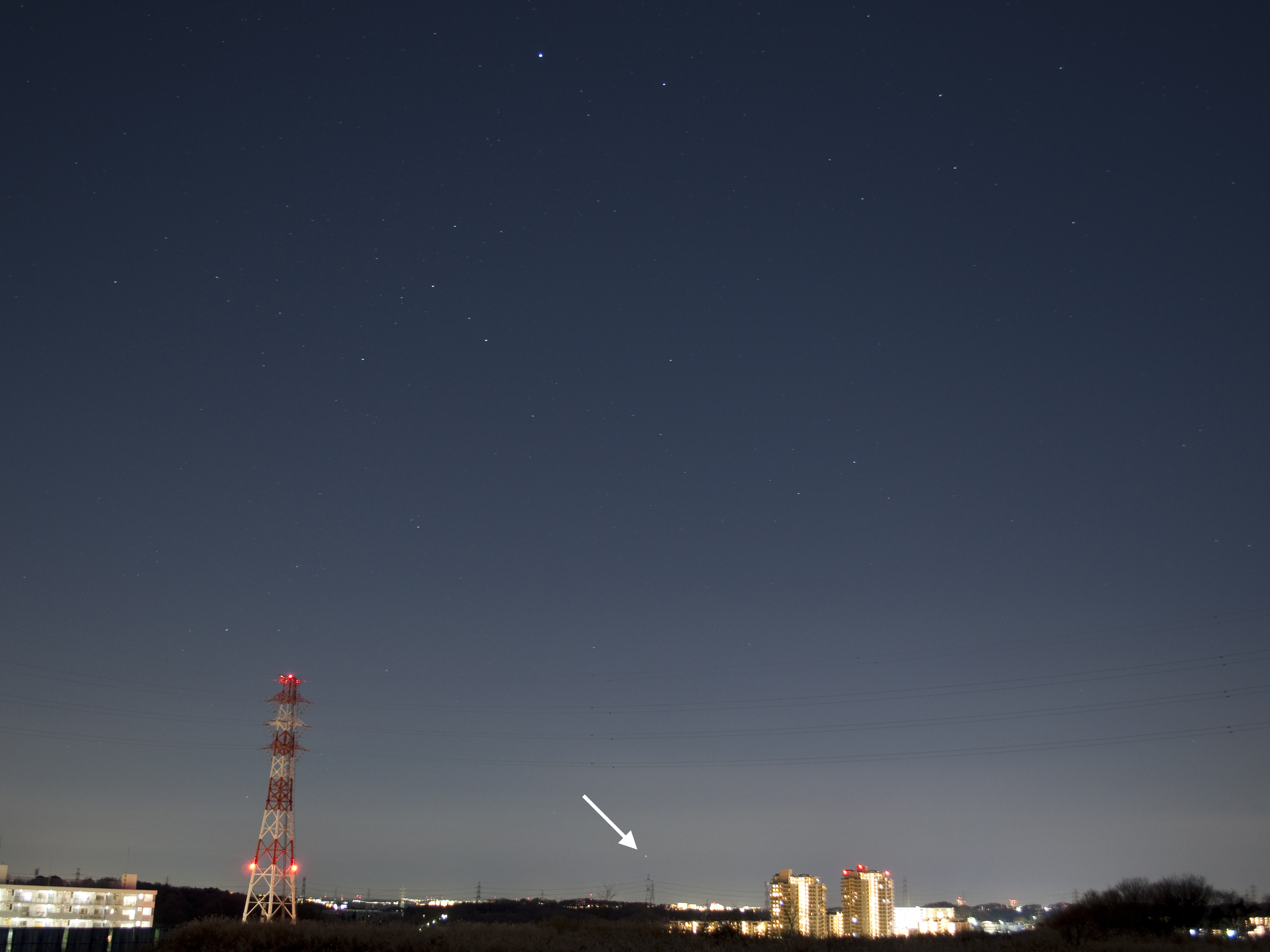
Sao Lão Nhân có vị trí rất thấp khi quan sát ở Tokyo

Vào năm 1153 nhà thiên văn học người Tây Ban Nha Ibn Rushd đã phải đi đến thành phố Marrakesh ở Ma Rốc để quan sát ngôi sao vì ngôi sao này quá thấp, không thể quan sát được ở Cordoba, quê nhà của Rushd. Dựa trên lập luận ở những vị trí khác nhau trên Trái Đất, thì một ngôi sao sẽ có độ cao khác nhau trên bầu trời, ông muốn chứng minh Trái Đất có hình cầu.
Năm 1592, nhà thám hiểm người Anh Robert Hues, trong tác phẩm Tractatus de Globis của mình đã tạo ra một sự chú ý cho những nhà thiên văn học đương thời. Ông đã mô tả Sao Lão Nhân cùng với Sao Archerna và sao Alpha Centuri như sau:
"Do đó, bây giờ chỉ có ba ngôi sao có độ sáng lớn mà tôi không thể quan sát được ở bất cứ nơi nào ở Vương quốc Anh. Ngôi sao đầu tiên thuộc chòm sao Argo mà họ gọi là Canobus. Ngôi sao thứ hai nằm ở phía cuối chòm sao Ba Giang. Và ngôi sao cuối cùng nằm ở phía chân phải của chòm sao Bán Nhân mã."

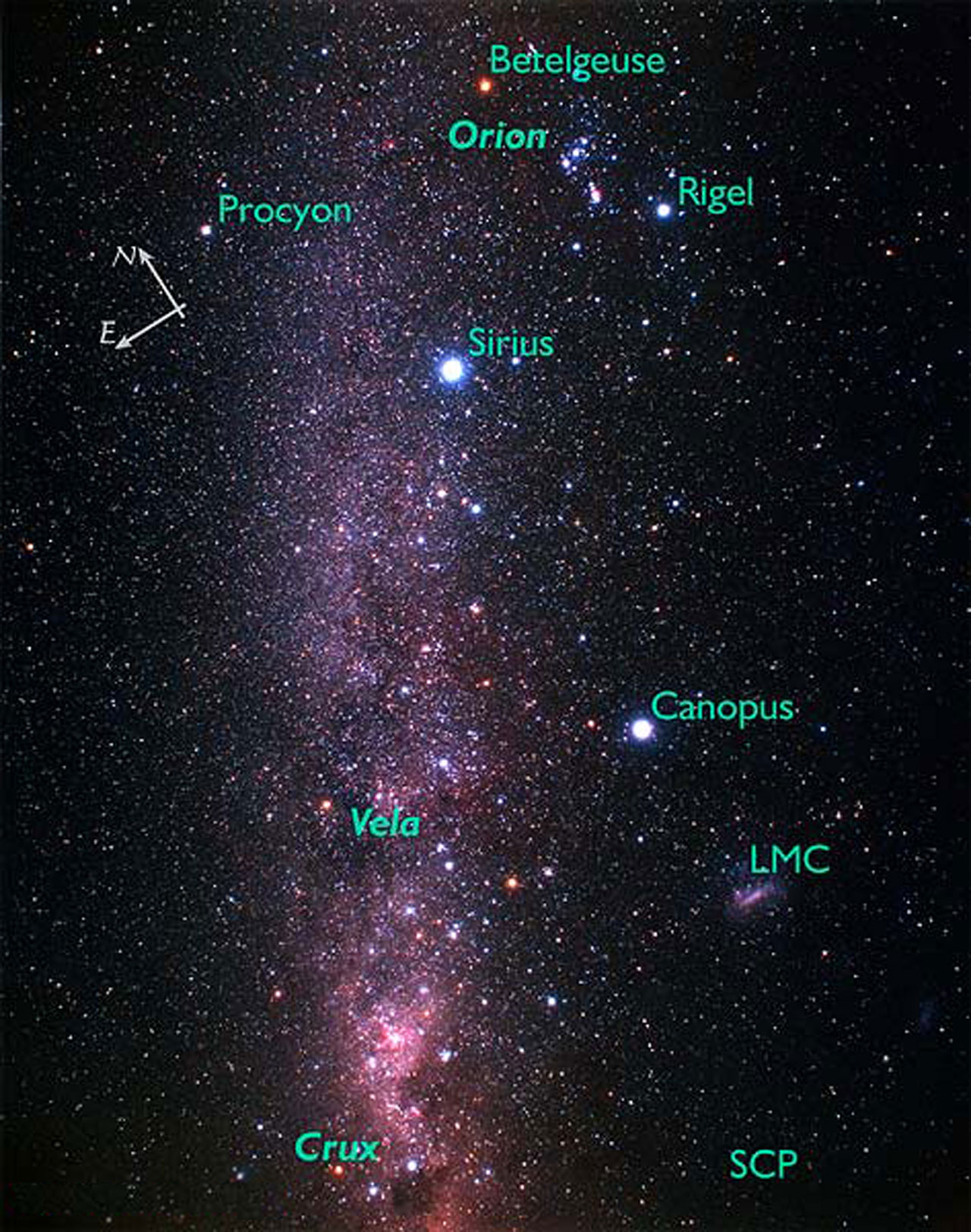
Sao Lão Nhân (Canopus) và các ngôi sao lân cận nổi bật khác trong Dải Ngân hà

Những người sống ở Nam bán cầu có thể nhìn thấy Sao Lão Nhân và sao Thiên Lang ở rất cao trên bầu trời. Thời gian hai ngôi sao này đến điểm Kinh tuyến cách nhau khoảng 21 phút. Trong thời điểm chạng vạng, Sao Lão Nhân có thể quan sát bằng mắt thường. Giai đoạn nửa cuối mùa hè ở Nam bán cầu là thời gian nhìn thấy Sao Lão Nhân thường xuyên nhất. Ngôi sao tiến đến vị trí thiên đỉnh ở giữa đêm vào các ngày 27 tháng 12 và 11 tháng 2.
Với những cư dân sống ở các khu vực ở vĩ độ Nam 37° 18' trở xuống thì Sao Lão Nhân là một ngôi sao quanh cực, không bao giờ thấp hơn đường chân trời. Ngược lại, vĩ độ Bắc 37° 18′ là giới hạn quan sát Sao Lão Nhân của những cư dân ở bán cầu bắc. Một số thành phố nổi tiếng nằm trong phạm vi giới hạn này là Athens, Richmond, San Francisco hay Sevilla. Đài thiên văn Lick ở California nằm gần chính xác ở vĩ độ 37° 18' vẫn có thể quan sát ngôi sao một cách khá rõ ràng, một phần là do đài thiên văn nằm ở vị trí cao (ở trên đỉnh núi Hamilton) kết hợp với hiệu ứng khúc xạ khí quyền. Trong những điều kiện lý tưởng thì những người ở vĩ độ 37° 31' ở những vùng bờ biển Thái Bình Dương vẫn có thể quan sát được ngôi sao. Kỷ lục vĩ độ cao nhất có thể quan sát được Sao Lão Nhân là vĩ độ Bắc 37° 59' nằm trên đỉnh núi Nemrut ở Thổ Nhĩ Kỳ.
Chỉ mục màu B-V của Sao Lão Nhân là +0,15. Trong thang đo này thì điểm số 0 là màu xanh-trắng, còn với mức điểm của Sao Lão Nhân thì có thể coi nó có màu trắng, cho dù nó vẫn thường được mô tả là ngôi sao vàng-trắng. Sao Lão Nhân có quang phổ ở giữa mức F0 và A9. Nó ít vàng hơn các sao Ngưu Lang hay Procyon, những ngôi sao này có chỉ mục màu lần lượt là 0,22 và 0,42. Những người quan sát thấy sao Lão Nhân có màu vàng bởi vì khi họ quan sát thì ngôi sao có độ cao thấp nên quan sát của họ bị tác động bởi hiệu ứng khí quyển. Patrick Moore nói rằng ông ấy chưa bao giờ thấy ngôi sao có màu gì khác ngoài màu trắng. Chỉ số tương quan bolometric của Sao Lão Nhân là 0,00 có nghĩa là cấp sao tuyệt đối và độ lớn tuyệt đối bolometric của nó là tương đương nhau.
Trước đây Sao Lão Nhân được đề xuất là thành viên của nhóm sao Scorpius–Centaurus, tuy nhiên những quan sát sau này cho thấy nó không nằm gần bất cứ phân nhóm nào của nhóm sao đó. Các nghiên cứu của dự án Hipparcos cũng không xếp nó vào nhóm Sco-Cen. Ngôi sao cũng được cho là không thuộc các nhóm sao trẻ lân cận nào. Năm 2014, nhà thiên văn Eric Mamajek phát hiện một ngôi sao lùn M có từ tính rất mạnh, nằm cách sao Lão Nhân khoảng 1,16 độ về phía Nam, ngôi sao này dường như có cùng chuyển động riêng với Sao Lão Nhân. Khoảng cách của M J06234738-5351131 với Sao Lão Nhân khoảng 1,9 parsec. Mặc dù đây là khoảng cách khá lớn, nhưng nó vẫn nằm trong phạm vi bán kính thủy triều của Sao Lão Nhân (ước tính khoảng 2,9 parsec). Ngôi sao này còn được gọi là Canopus B.
Trong phạm vi bán kính giữa Mặt Trời và Sao Lão Nhân (khoảng 310 năm ánh sáng) thì không có ngôi sao nào có độ sáng tuyệt đối lớn hơn Sao Lão Nhân. Sao Lão Nhân từng là ngôi sao sáng nhất trên bầu trời Trái Đất trong rất nhiều triệu năm. Chỉ trong một vài giai đoạn ngắn (so với tuổi của Trái Đất) thì một số ngôi sao khác mới sáng hơn Sao Lão Nhân, lý do là vì các ngôi sao này di chuyển đến gần Mặt trời. Ngôi sao sáng nhất hiện tại là Sao Thiên Lang trở thành ngôi sao sáng nhất từ cách đây 90 ngàn năm và nó được dự đoán là tiếp tục là ngôi sao sáng nhất trong khoảng 210 ngàn năm nữa (Sao Chức Nữ sẽ là ngôi sao sáng nhất tiếp theo). Sau khoảng 480 ngàn năm nữa thì Sao Thiên Lang sẽ mờ đi một cách đáng kể. Sao Lão Nhân sẽ lấy lại danh hiệu ngôi sao sáng nhất sau khoảng 510 ngàn năm nữa.

### Vai trò trong việc định hướng

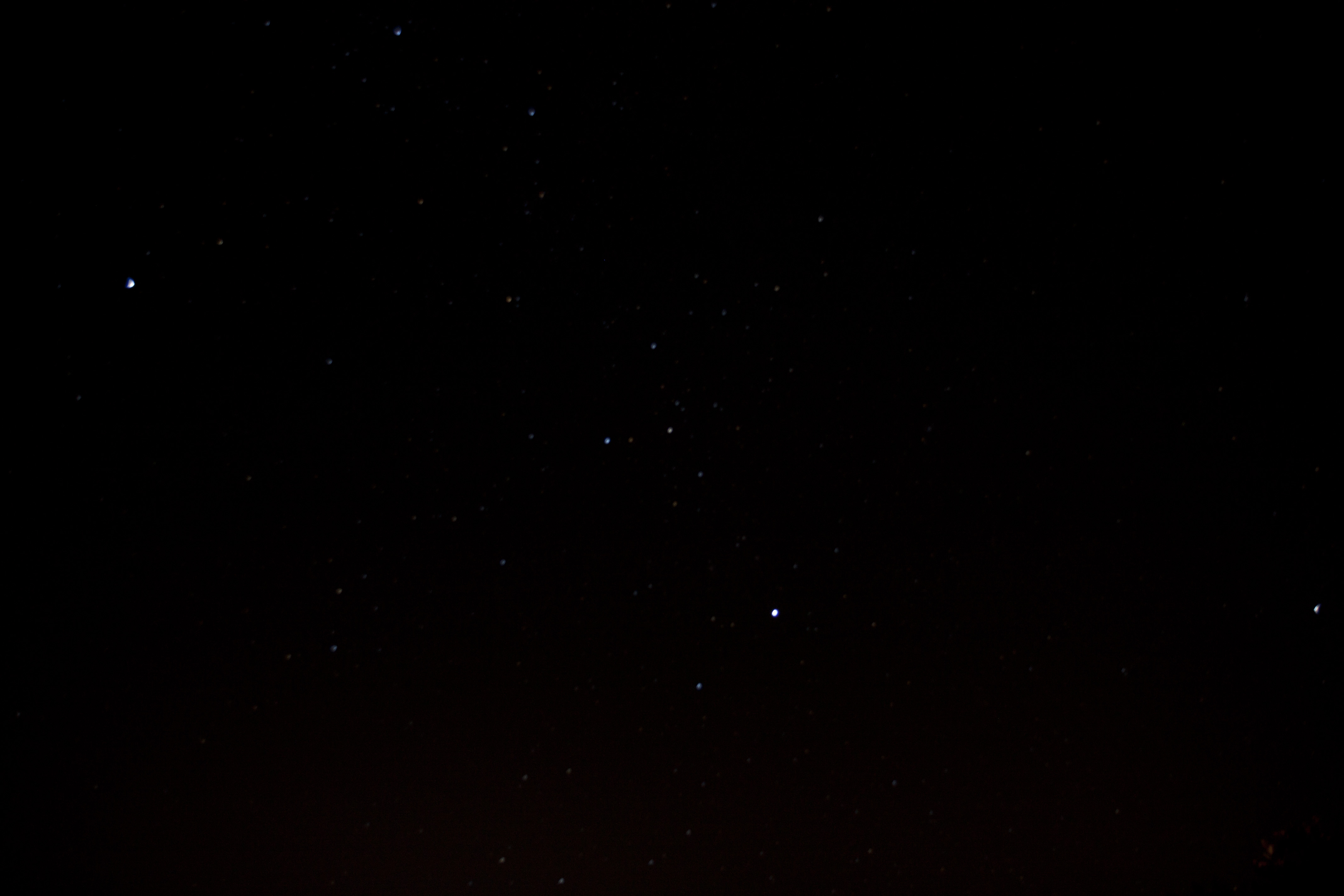
Sao Lão Nhân và sao Thiên Lang trên bầu trời đêm.

Trên bức tường phía đông nam của tòa nhà Kaaba ở Thánh địa Mecca có vẽ hình ngôi sao Lão Nhân đang mọc, còn được đặt tên là Janūb. Người Bedouin ở Negev và ở Sinai gọi Sao Lão Nhân là Suhayl và sử dụng nó, cùng với Sao Thiên Lang là hai ngôi sao chính để định hướng vào ban đêm. Ở những khu vực này thì Sao Lão Nhân thường mọc và lặn xuống dưới đường chân trời, trong khi sao Thiên Lang lại có vị trí rất cao dễ quan sát, nên Sao Lão Nhân được gán cho tính chất 'dễ thay đổi', còn sao Thiên Lang có tính chất 'kiên định'.
Đường thẳng nối giữa Sao Thiên Lang và Sao Lão Nhân sẽ hướng về điểm Cực Nam trên bầu trời. Sao Lão Nhân nằm gần trung điểm của đường thẳng tưởng tượng này, chính xác thì Sao Lão Nhân cách sao Thiên Lang 36 phút và cách điểm cực Nam 37 phút. Chúng ta có thể sử dụng thêm Sao Archernar để định hướng dễ dàng hơn bởi Sao Lão Nhân, Sao Archernar và điểm cực Nam tạo thành hình một tam giác đều.
Độ sáng và vị trí của Canopus khiến nó trở nên đặc biệt hữu ích cho việc điều hướng trong ngành hàng không vũ trụ. Nhiều tàu vũ trụ được trang bị một máy ảnh đặc biệt được gọi là "Canopus Star Tracker" kết hợp với một cảm biến Mặt trời để xác định tọa độ. Tàu Mariner 4 đã sử dụng Canopus để ổn định trục quay (sau khi khóa Mặt trời) vào năm 1964, đây là lần đầu tiên mà con người sử dụng một ngôi sao để định hướng trong không gian vũ trụ.

## Quang phổ
Trước thế kỷ 20 Sao Lão Nhân ít được các nhà khoa học phương Tây nghiên cứu vì ở các quốc gia này thì nó nằm rất thấp trên bầu trời nên rất khó quan sát. Đến năm 1897 thì ngôi sao được phân loại vào nhóm sao thuộc nhóm quang phổ F, ngoài ra theo cách phân loại cũ thì thì nó thuộc nhóm Secchi I do có vạch hydro tương đối yếu và vạch canxi K tương đối mạnh. Trong danh mục Henry Draper nó được coi là một ngôi sao tiêu chuẩn F0, loại quang phổ F0 được mô tả là có các vạch hydro mạnh bằng một nửa so với sao A0 và vạch canxi K mạnh gấp ba lần Hδ. Nhà thiên văn học người Mỹ Jesse Greenstein rất quan tâm đến quang phổ của ngôi sao và đã sử dụng Kính viễn vọng Otto Struve mới được chế tạo tại Đài quan sát McDonald để phân tích chi tiết quang phổ của ngôi sao. Trong một bài báo năm 1942, ông cho biết đặc điểm chính trong vạch quang phổ của ngôi sao là có các vạch hydro rộng và mạnh. Bên cạnh đó còn có những vạch hấp thụ carbon, nitơ, oxy, lưu huỳnh, sắt và các kim loại bị ion hóa. Vào năm 1966, một vệ tinh thiên văn sơ khai, Gemini XI bắt đầu nghiên cứu tia cực tím (UV) của ngôi sao. Quang phổ UV của nó được cho là phù hợp với những siêu sao khổng lồ F0 có nhiệt độ 6.900 K, đó là những thông số về quang phổ của Sao Lão Nhân được nhiều nhà khoa học chấp nhận vào thời điểm đó. Sau đó thì các nhà thiên văn học New Zealand là John Hearnshaw và Krishna Desikachary đã kiểm tra quang phổ của ngôi sao một cách chi tiết hơn, họ đã công bố kết quả nghiên cứu vào năm 1982.
Khi bổ sung tiêu chí về độ sáng thì Sao Lão Nhân được phân loại vào nhóm quang phổ MK, tức là các ngôi sao khổng lồ có độ sáng trung bình. Điều này dựa trên cường độ tương đối của một số vạch quang phổ nhất định được cho là có nhạy cảm với độ sáng của một ngôi sao. Trong danh mục Bright Star ấn bản lần thứ 5, nó được xếp vào lớp quang phổ F0II, tiêu chí về độ sáng thuộc nhóm các ngôi sao khổng lồ sáng. Thông số vạch Balmer và cường độ vạch oxy cũng cho biết kích thước và độ sáng của Sao Lão Nhân.
Sau khi tính thêm yếu tốc tốc độ quay của ngôi sao lên các vạch quang phổ, lớp quang phổ MK của Sao Lão Nhân được điều chỉnh thành A9II. Quang phổ của nó chủ yếu bao gồm các vạch hấp thụ trên một vùng liên tục nhìn thấy được, mặc dù vậy các nhà khoa học cũng phát hiện được một số phát xạ. Ví dụ, hồi năm 1966, vạch canxi K có các cánh phát xạ yếu ở mỗi bên của vạch hấp thụ trung tâm mạnh. Hiệu ứng Wilson–Bappu cho rằng các thông số vạch phát xạ thường có tương quan với độ sáng của ngôi sao, nhưng trong trường hợp của Sao Lão Nhân thì chúng chỉ ra độ sáng của ngôi sao thấp hơn nhiều so với độ sáng được tính bằng các phương pháp khác. Các quan sát chi tiết hơn đã chỉ ra rằng thông số vạch phát xạ của Sao Lão Nhân có sự thay đổi, có thể là do ảnh hưởng của các vùng plage trên bề mặt của ngôi sao. Các vạch phát xạ cũng có thể được tìm thấy trong các dòng khác như dòng h và k của magiê bị ion hoá.

## Khoảng cách
Trước khi dự án Hipparcos đi vào hoạt động thì việc đo đạc khoảng cách giữa Sao Lão Nhân và Mặt trời cho ra những kết quả rất khác nhau, từ 92 năm ánh sáng đến 1.200 năm ánh sáng. Khoảng cách gần hơn (92 năm ánh sáng) được suy luận từ phép đo thị sai cho ra kết quả khoảng 33 phút cung, còn khoảng cách lớn hơn (1.200 năm ánh sáng) xuất phát từ giả định về cường độ tuyệt đối rất sáng của ngôi sao.
Năm 2007, khoảng cách mà Hipparcos đo được là 310 năm ánh sáng, tức là khoảng 92 parsec, ngôi sao có mức thị sai là 10,43±0,53 phút cung. Ở khoảng cách này thì độ giảm quang (Extinction (astronomy)  của ngôi sao ở mức thấp, khoảng 0,26 độ. Sao Lão Nhân quá sáng để được đưa vào hoạt động quan sát bình thường của vệ tinh Gaia nên nó không có thông số thị sai trong dữ liệu của Gaia.
Hiện tại thì Sao Lão Nhân đang di chuyển theo hướng xa khỏi mặt trời với tốc độ khoảng 20 km/s. Cách đây 3,1 triệu năm thì Sao Lão Nhân chỉ cách Mặt trời khoảng 172 năm ánh sáng. Sao Lão Nhân đang quay quanh Dải Ngân hà với vận tốc nhật tâm là 24,5 km/s và độ lệch tâm thấp là 0,065.

## Tính chất vật lý

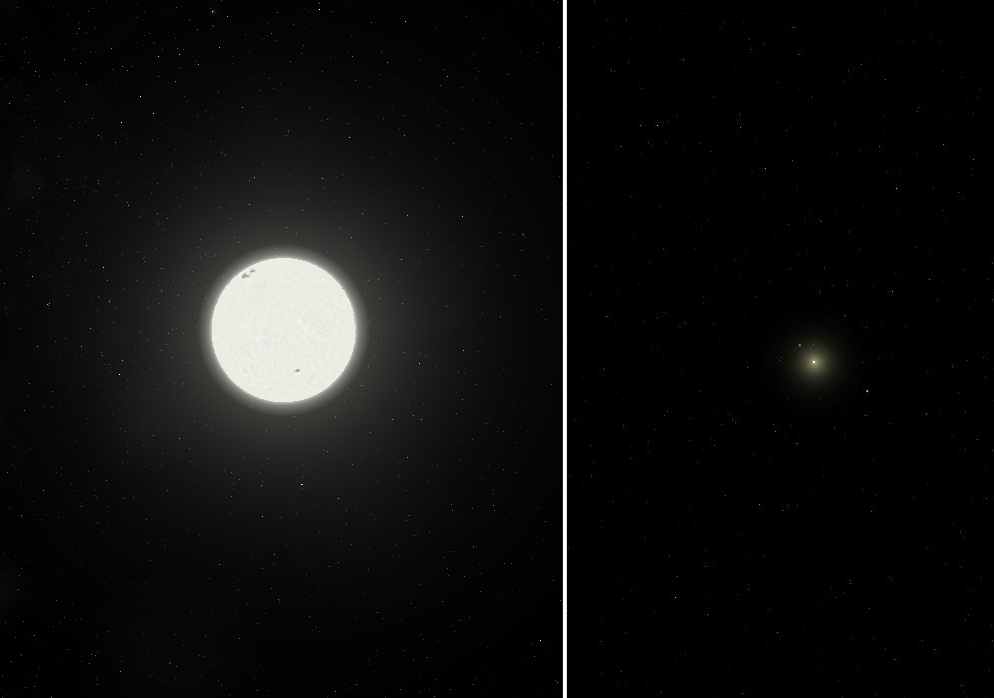
So sánh kích cỡ của sao Lão Nhân (trái) và Mặt Trời (phải).

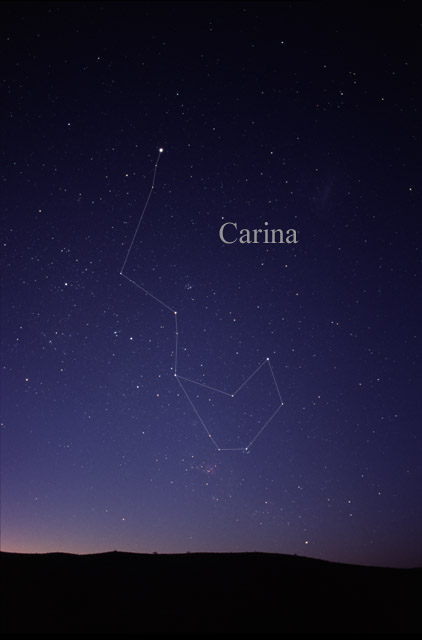
Sao Lão Nhân (ở trên cùng) là ngôi sao sáng nhất của chòm sao Thuyền để (Carina).

Các vạch quang phổ của Sao Lão Nhân thay đổi nhẹ theo chu kỳ 6,9 ngày. Điều này được phát hiện lần đầu vào năm 1906 và những biến đổi của hiệu ứng Doppler được lý giải do chuyển động quỹ đạo. Các nhà khoa học cũng cố gắng tính toán quỹ đạo của ngôi sao, nhưng nó không có ngôi sao đồng hành nào và những thay đổi nhỏ của vận tốc hướng tâm là do các chuyển động trong bầu khí quyển của ngôi sao. Vận tốc hướng tâm tối đa đo được được chỉ từ 0,7 đến 1,6 km/s. Sao Lão Nhân cũng có từ trường biến đổi theo cùng chu kỳ, kết luận rút ra từ hiệu ứng Zeeman. Cường độ vi sóng của Sao Lão Nhân rất mạnh, nó là một trong số ít những ngôi sao cấp F được phát hiện bằng sóng vô tuyến. Hiện vẫn chưa rõ chu kỳ tự quay của ngôi sao, nó được dự đoán khoảng hơn ba trăm ngày. Vận tốc tự quay từng được đo khoảng 9 km/s.
Vào năm 1968, Sao Lão Nhân được đo đường kính góc bằng phương pháp giao thoa kế, đã cho thông số đường kính góc của vùng tối (Limb darkening) là 6,86 phút cung, gần bằng với thông số được chấp nhận hiện nay. Khi đo đường kính góc bằng phương pháp đo giao thoa đường cơ sở rất dài thì kết quả là 6,9 phút cung. Kết hợp với số liệu thị sai của dự án Hipparcos, thì Sao Lão Nhân được tính toán có kích thước lớn gấp 71 lần Mặt trời. Nếu Sao Lão Nhân thay thế vị trí của Mặt trời thì thì bán kính của của ngôi sao rộng bằng 90% khoảng cách từ Mặt trời đến Sao Thủy. Sở hữu bán kính và nhiệt độ lớn như vậy nên Sao Lão Nhân có độ sáng tuyệt đối gấp 10.700 lần Mặt trời. Căn cứ vào vị trí của Sao Lão Nhân trong biểu đồ H-R kết hợp với những lý thuyết tiến hóa sao, suy ra nó nặng gấp 8,0 ± 0,3 lần Mặt trời. Các phép đo hình dạng của nó cho thấy nó lệch 1,1° so với hình cầu đối xứng.
Sao Lão Nhân là một nguồn tia X, có thể được tạo ra bởi vành nhật hoa của nó, từ tính được nung nóng lên đến vài triệu Kelvin.Mực nhiệt độ này có thể bắt nguồn từ sự quay nhanh kết hợp với sự đối lưu mạnh xuyên qua các lớp bên ngoài của ngôi sao. Bức xạ tia X sub-coronal của tia X-mềm yếu hơn nhiều so với bức xạ coronal tia X-cứng. Các nhà thiên văn cũng đã quan sát được những ngôi sao hạng F khác như α Persei có tính chất như vậy. Vì thế điều này được cho là thuộc tính bình thường của những ngôi sao loại này.

## Tiến hóa
Các nhà thiên văn học chưa có đầy đủ dữ liệu để tính tuổi thọ của Sao Lão Nhân.
Thông số quang phổ của Sao Lão Nhân cho biết phần lõi của ngôi sao này đã cạn kiệt hydro và ngôi sao đã đi qua giai đoạn dãy chính. Trong giai đoạn dãy chính thì Sao Lão Nhân là một ngôi sao trắng-xanh có khối lượng gấp 10 lần Mặt trời. Thông số của biểu đồ H-R thì cho biết ngôi sao đang trong giai đoạn đốt cháy hê li trong lõi. Sao Lão Nhân là một ngôi sao đang ở trong giai đoạn trung gian, đã đi qua giai đoạn nhánh khổng lồ đỏ (red-giant branch) và đang trong giai đoạn blue-loop. Trong các mô hình tiến hóa sao thì giai đoạn blue-loop là giai đoạn mà độ dài của vạch màu xanh (blue-loop) bị ảnh hưởng mạnh mẽ bởi các hiệu ứng quay và xáo trộn bên trong ngôi sao. Hiện vẫn chưa chắc chắn liệu ngôi sao đang tiến hóa theo hướng nhiệt độ nóng hơn hay quay trở lại mức nhiệt độ lạnh hơn, bởi vì các dấu vết tiến hóa của các ngôi sao có khối lượng khác nhau trong giai đoạn blue-loop có sự chồng chéo lẫn nhau.
Sao Lão Nhân nằm về phía 'vùng ấm' và không có sự dao động như những ngôi sao có độ sáng tương tự thuộc dòng sao biến quang Cepheid. Tuy nhiên, bầu khí quyển của nó dường như không ổn định, dấu hiệu của hoạt động đối lưu mạnh mẽ.
Khối lượng của Sao Lão Nhân có thể không đủ lớn để chuỗi phản ứng nhiệt hạch tạo ra sắt và sẽ không xảy ra sự sụp đổ phần lõi để tạo thành siêu tân tinh, thay vào đó ngôi sao sẽ tiến hóa đến giai đoạn cuối là một sao lùn trắng sử dụng khí neon.

## Ảnh hưởng văn hóa

### Ở Lưỡng Hà
Người Lưỡng Hà cổ đại đã biết đến Sao Lão Nhân. Trong danh mục sao Three Stars Each của người Babylon và danh mục MUL.APIN được lập vào khoảng năm 1100 trước công nguyên, thì ngôi sao đại diện cho thành phố Eridu. Người Babylon gọi Sao Lão Nhân là MUL.NUN, có ý nghĩa là 'ngôi sao của thành phố Eridu'. Eridu nằm ở phía cực nam và là một trong những thành phố lâu đời nhất của người Sumer. Nơi đây có một tầm nhìn tốt về phía nam, do đó, vào khoảng 6000 năm trước do hiện tượng tuế sai của trục Trái đất, thì thành phố này là địa điểm duy nhất ở Lưỡng Hà quan sát được cảnh tượng Sao Lão Nhân mọc lên, thời điểm vào lúc nửa đêm ở kinh tuyến phía nam.

### Ở Ai Cập
Những cư dân La Mã cổ đại và Hy Lạp cổ đại thì không quan sát được Sao Lão Nhân ở vùng đất quê nhà của họ, còn người Ai Cập cổ đại thì có. Do đó Aratus, một nhà thơ thời Hy Lạp cổ đại, đã không viết về ngôi sao khi nó nằm dưới đường chân trời, trong khi Eratosthenes và Ptolemy—có đến Alexandria nên đã quan sát được ngôi sao và gọi nó là Kanōbos. Một nhà thơ linh mục Ai Cập vào thời Thutmose III đã miêu tả ngôi sao là 'Karbana- ngôi sao tỏa ánh sáng như một ánh lửa, và làm tan những giọt sương mai'. Dưới thời Ptolemies, ngôi sao được gọi là Ptolemaion (tiếng Hy Lạp: Πτολεμαῖον) và thời điểm ngôi sao mọc cùng Mặt trời đánh dấu ngày diễn ra lễ hội Ptolemaia, được tổ chức bốn năm một lần, từ năm 262 đến năm 145 trước Công nguyên.

### Ở Ấn Độ
Trong kinh Vệ đà, Sao Lão Nhân được liên kết với Agastya, một trong những vị thần cổ đại của người Ấn Độ, trong khi những vị thần khác được liên kết với các ngôi sao trong nhóm sao Bắc Đẩu. Với tên gọi Agastya, ngôi sao có quyền năng 'làm sạch nước', bởi vì thời điểm ngôi sao mọc lên thường trùng hợp với thời điểm vùng biển Ấn Độ Dương trở nên tĩnh lặng. Do đó, nó còn được coi là con trai của Pulastya, con trai của đấng sáng tạo Brahma.
Khi đi qua khu vực đảo Tamraparni (Sri Lanka cổ đại) thì Gaius Plinius Secundus và Gaius Julius Solinus miêu tả sao Lão Nhân là nguồn ánh sao lớn nhất, sáng nhất và duy nhất cho các nhà hàng hải trong nhiều đêm.

### Ở Trung Quốc
Trong Sử Ký, Tư Mã Thiên gọi Sao Lão Nhân là Thọ Tinh. Căn cứ những nguồn tư liệu từ thời Chiến Quốc thì Tư Mã Thiên ghi chú Sao Lão Nhân nằm ở phía nam Sao Thiên Lang, ngoài ra ông còn ghi chép thông tin Hoàng đế Tần Thủy Hoàng từ năm 221 đến 210 trước Công nguyên đã cho xây dựng một khu vực (đền đài) để làm những nghi lễ tế sao. Đến thời nhà Hán, ngôi sao được coi là điềm lành, khi nó xuất hiện trên bầu trời phía nam báo trước thời kỳ hòa bình và không có chiến tranh. Từ kinh đô Trường An thì ngôi sao xuất hiện rất thấp ở bầu trời phía nam, nó thực sự là ngôi sao phương Nam của người Trung Quốc thời bây giờ, mặc dù thường bị che khuất bởi những đám mây. Trong giai đoạn này thì ngôi sao còn được gọi là Nam Cực Lão Nhân (tiếng Trung: 南极老人; bính âm: Nanji Lǎorén), nghĩa là Ông Lão ở phía cực Nam. Đây cũng là tên gọi của ngôi sao trong bản đồ sao Đôn Hoàng của người Trung Quốc thời trung cổ cho dù nó không quan sát được ở Trường An.
Vào năm 724 sau Công nguyên thì nhà sư Nhất Hạnh, đồng thời là một nhà thiên văn học, đã thực hiện một chuyến du hành về phía nam để vẽ bản đồ các ngôi sao ở phía nam. Hình ảnh nhân cách hóa của ngôi sao là Nam Cực Lão Nhân trở nên phổ biến từ thời nhà Đường, xuất hiện trong nhiều bài thơ và các lễ tưởng niệm. Đến thời nhà Minh thì Nam cực lão nhân tiếp tục được đồng hóa với Ông Thọ trong tam đa Phúc Lộc Thọ nên càng xuất hiện nhiều hơn trong văn học và các loại hình sân khấu dân gian.
Hình tượng này của ngôi sao (Ông Thọ/Ông lão) được phổ biến sang các quốc gia láng giềng của Trung Quốc. Người Nhật Bản gọi ngôi sao là Mera-boshi hay Roujin-sei, cũng có nghĩa là Sao ông Thọ. Với người Mông Cổ thì ngôi sao được nhân cách hóa là Ông lão tóc trắng. Đối với người Tây Tạng thì hình ảnh Ông lão tóc trắng (Genpo karpo (Rgan po dkar po) Genkar (Rgan dkar)) lại không phổ biến, thay vào đó họ gọi ngôi sao là Karma Rishi སྐར་མ་རི་ཥི།, bắt nguồn từ thần thoại Ấn Độ. Người Tây Tạng cũng thường tổ chức nghi lễ khi ngôi sao xuất hiện và liên kết nó với sương sớm.